# Харчук Надія Антонівна

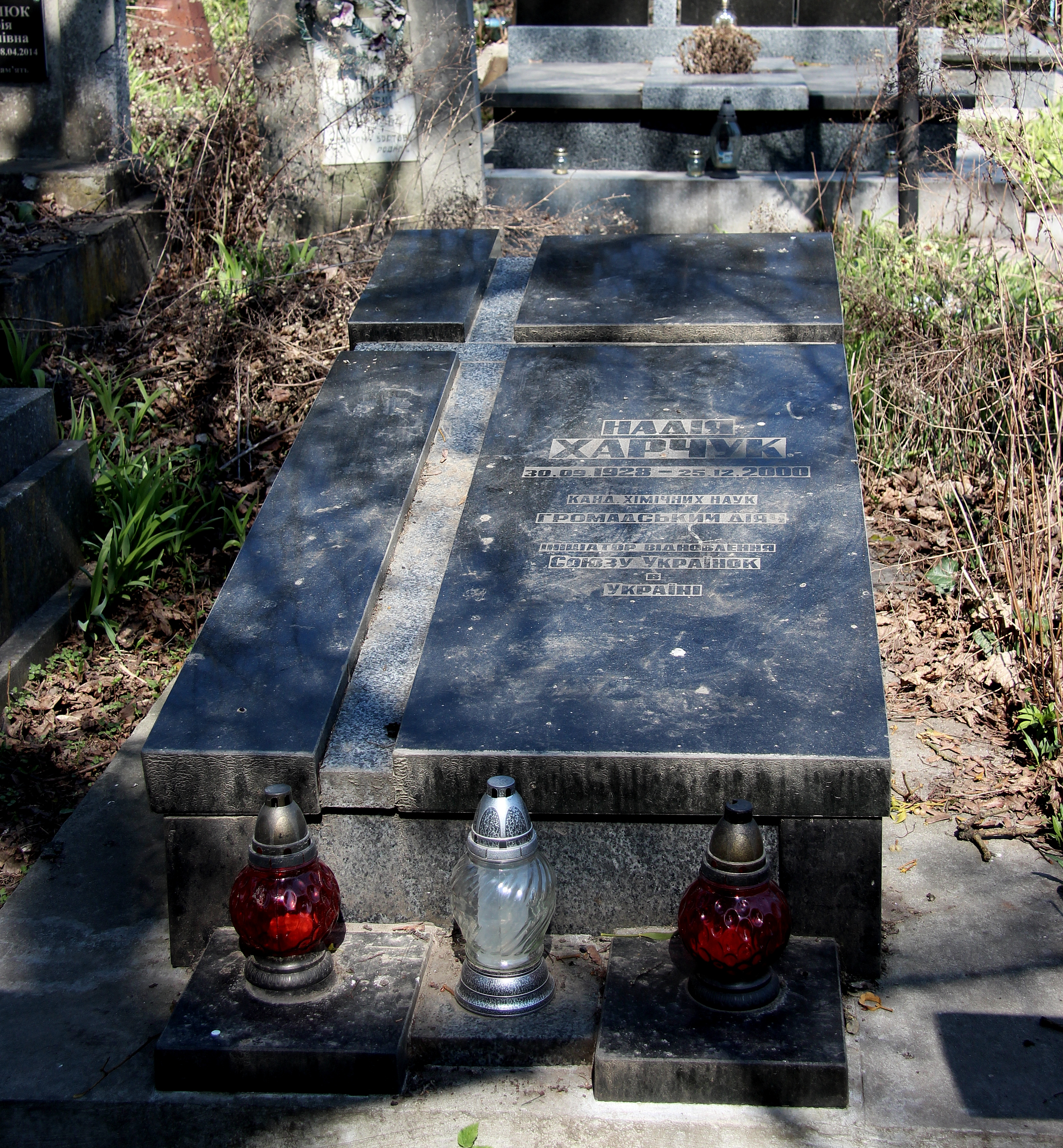
Могила Надії Харчук на 41 полі Янівського цвинтаря

Надія Антонівна Швед, у шлюбі Харчук (2 вересня 1928, с. Острів (гміна Перемишль) Перемишльського повіту Підкарпатського воєводства — 25 грудня 2000, Львів) — українська науковиця і громадська діячка. Кандидатка хімічних наук (1968). Одна з ініціаторок створення «Союзу українок», перша Голова його секретаріату.

## З життєпису
Закінчила хімічний факультет Львівського політехнічного інституту за спеціальністю «Технологія органічного синтезу».
Працювала інженеркою на Львівському лакофарбовому заводі, згодом — у відділі хімії органічних мінералів в Інституті геології та геохімії горючих копалин Академії Наук УРСР, спочатку лаборанткою, старшою лаборанткою, а потім аспіранткою. 1968 року захистила кандидатську дисертацію на тему: «Дослідження хімічної природи нафтових та вугільних бітумів основних родовищ України».
Разом з поетесою та активісткою Атеною Пашко працювала над створенням Всеукраїнської організації «Союз українок», яка відновила діяльність 1989 року (після закриття однойменної організації 1939 року), а зареєстрована була 1991 року.
Померла 25 грудня 2000 року у віці 71 року у Львові. Похована на 41 полі Янівського цвинтаря.